# Force athlétique aux Jeux mondiaux de 2013
Navigation
Kaohsiung 2009 Wrocław 2017
Les épreuves de force athlétique des Jeux mondiaux de 2013 ont lieu du 29 juillet au 1er août 2013 à Cali (Colombie).

## Podiums

### Hommes
| Épreuves           | Or                           | Argent                         | Bronze                               |
| ------------------ | ---------------------------- | ------------------------------ | ------------------------------------ |
| Poids légers       | Russie Sergey Fedosienko     | Russie Sergey Gladkikh         | Taipei chinois Hsieh Tsung-ting      |
| Poids moyens       | Pologne Jarosław Olech       | Norvège Kjell Egil Bakkelund   | Équateur José Castillo               |
| Poids lourds       | Ukraine Vadym Dovganyuk (en) | Luxembourg Anibal Coimbra (lb) | Russie Konstantin Lededko            |
| Poids super-lourds | Russie Andrey Konovalov (ru) | Ukraine Viktor Testsov         | Norvège Carl Yngvar Christensen (no) |

### Femmes
| Épreuves           | Or                         | Argent                        | Bronze                     |
| ------------------ | -------------------------- | ----------------------------- | -------------------------- |
| Poids légers       | Russie Natalia Salnikova   | Taipei chinois Chen Wei-ling  | Japon Yukako Fukushima     |
| Poids moyens       | Ukraine Larysa Soloviova   | Ukraine Tetyana Akhmamyetyeva | Taipei chinois Wu Hui-chun |
| Poids lourds       | Brésil Ana Castellain (en) | Russie Yulia Medvedeva (ru)   | États-Unis Priscilla Ribic |
| Poids super-lourds | Ukraine Olena Kozlova      | Pays-Bas Ielja Strik (en)     | Russie Svetlana Tsvetkova  |

## Tableau des médailles
| Rang  | Nation         | Or | Argent | Bronze | Total |
| ----- | -------------- | -- | ------ | ------ | ----- |
| 1     | Russie         | 3  | 2      | 2      | 7     |
| 2     | Ukraine        | 3  | 2      | 0      | 5     |
| 3     | Brésil         | 1  | 0      | 0      | 1     |
| 3     | Pologne        | 1  | 0      | 0      | 1     |
| 5     | Chinese Taipei | 0  | 1      | 2      | 3     |
| 6     | Norvège        | 0  | 1      | 1      | 2     |
| 7     | Luxembourg     | 0  | 1      | 0      | 1     |
| 7     | Pays-Bas       | 0  | 1      | 0      | 1     |
| 9     | États-Unis     | 0  | 0      | 1      | 1     |
| 9     | Équateur       | 0  | 0      | 1      | 1     |
| 9     | Japon          | 0  | 0      | 1      | 1     |
| TOTAL | TOTAL          | 8  | 8      | 8      | 24    |